# 美洲擬鱥
美洲擬鱥（学名：Phenacobius catostomus）是輻鰭魚綱鯉形目雅羅魚科美洲擬鱥屬的其中一個種，分布於北美洲美國田納西州、阿拉巴馬州及喬治亞州，本魚體細長且側扁，口下位呈吸盤狀，體上半部橄欖色，下半部白色，背部深灰棕色，體中央有一條深色縱帶，從吻部延伸至尾柄，側線上有56-69個鱗片，尾柄周圍有15-19個鱗片，體長可達12公分，棲息在礫石底質、水流快速的中小型溪流，生活習性不明。